# طوبين دوثي الذهبي
طوبين دوثي الذهبي (Chlorotalpa duthieae) هو نوع من الثدييات من عائلة العسربيات (Chrysochloridae). وهو متوطّن في جنوب إفريقيا. موائلها الطبيعية هي غابات الأراضي المنخفضة شبه الاستوائية أو الاستوائية، والسافانا الرطبة، والأراضي العشبية المعتدلة، والأراضي الصالحة للزراعة، والمراعي، والمزارع، والحدائق الريفية، والمناطق الحضرية. أُعطي هذا الاسم المحدد duthieae تكريماً للدكتورة أوغستا فيرا دوثي، عالمة النبات الجنوب إفريقية.

## الوصف
يتراوح طول طوبين دوثي الذهبي بين 100 و 130 مـم (3.9 و 5.1 بوصة)، لها ذيل قصير متوسط طوله 12 مـم (0.5 بوصة). الأجزاء العلوية من جسمه ذات لون أسود ضارب إلى الحمرة أو بني-أسود لامع، بينما الأجزاء السفلية رمادية. توجد علامات شاحبة على خطمه وحول عينيه. الذكور أكبر حجماً من الإناث.

## التوزيع والموطن
طوبين دوثي الذهبي متوطّن في جنوب إفريقيا حيث يوجد فقط في الشريط الساحلي حوالي 275 كـم (170 ميل) إلى الغرب من ميناء إليزابيث. هناك مجموعتان منفصلتان. تتواجد مجموعة في ضواحي ميناء إليزابيث حيث تتواجد في المراعي والأراضي الزراعية والحدائق. أما المجموعة الثانية فتوجد في الغابات الجنوبية الأفريقية، التي تقع إلى حد كبير داخل المتنزهات الوطنية. يفضل الطوبين مناطق الطمي الرملية والرمال الغرينية. 

## البيئة
يحفر هذا الطوبين أعشاشاً تحت الأرض أسفل قواعد الأشجار، ويصنع ممرات ضحلة تتشعب في المنطقة المحيطة. تتغذى، خاصة في الليل، في هذه الأنفاق، بشكل أساسي على ديدان الأرض. لا يُعرف سوى القليل عن عادات الإنجاب لديها. تعتبر بومة الحظائر المفترس الأول لهذا النوع. 

## الحالة
هذا الطوبين شائع إلى حد ما في الموائل المناسبة. التهديد الرئيسي الذي يواجهه هو تدمير موطنه بفعل تنمية المناطق الساحلية والتحضر. وتشمل التهديدات الأخرى الافتراس من قبل القطط والكلاب المنزلية، وتخلّص البستانيين والمزارعين منها، وقطع الأخشاب واستبدال الغابات الأصلية بمحاصيل زراعية. لهذه الأسباب، قيّن الاتحاد الدولي للحفاظ على الطبيعة حالة حفظها على أنها "معرضة للخطر". 